# Sclerochiton nitidus
Sclerochiton nitidus là một loài thực vật có hoa trong họ Ô rô. Loài này được (S.Moore) C.B.Clarke miêu tả khoa học đầu tiên năm 1899.